# 北角 (挪威)
北角（挪威語：Nordkapplatået）是一个处于北挪威馬格爾島北部海岸上的海岬。该海岬位于挪威特罗姆斯-芬马克郡北角市镇内。欧洲E69公路的终点就在北角，因此北角是可以通过汽车到达的欧洲最北端，E69公路也是欧洲最北的通用公路。北角是一个知名的旅游景点。该海岬包括一个307米高的悬崖，悬崖的顶部是一个平坦的高原。在那里游客可以在气候条件良好时观看午夜太阳，并向北眺望巴伦支海。1988年在高原上建造了一个访客中心大厅，里面有咖啡厅、餐馆、邮局、纪念品商店、小型博物馆和影视厅。

## 地理
北角陡峭的悬崖的坐标为71°10′21″N 25°47′40″E / 71.17250°N 25.79444°E，距離北極2102.3公里。北角经常不准确地被标为歐洲的最北端。其实邻近的克尼夫谢洛登角比北角更北1450米。另外，这两个海岬都位于一个岛上（馬格爾島），尽管通过公路与大陆相连，因此不算是欧洲大陆的最北端。而真正欧洲大陆的最北端是诺尔辰半岛上的诺尔辰角，该海岬位于北角以南5.7公里、以东70公里之处。包括岛屿在内的欧洲最北端还在北面几百公里处，要么是俄罗斯的法兰士约瑟夫地群岛，或者是挪威的斯瓦尔巴群岛，取决于是否把法兰士约瑟夫地群岛算在欧洲还是亚洲内。
根據國際海道測量組織的定义，斯匹次卑爾根島的南端到熊島的最北點，再由熊島的公牛角（Cape Bull）到北角的線成為挪威海與巴倫支海的界線，也就是大西洋和北冰洋的界线。

## 命名

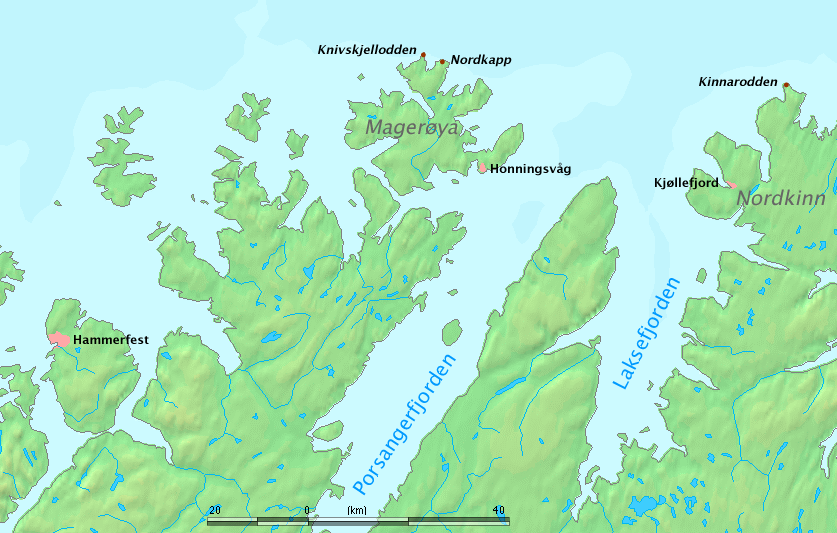
北角（Nordkapp）、克尼夫谢洛登角（Knivskjellodden）及诺尔辰角（Kinnarodden）在地圖上的位置

北角是由一位英國探險家理查·查斯勒（Richard Chancellor）在1553年命名，當時他經過北角去找尋東北航線。

## 歷史
1943年，北角海戰在北角外的北冰洋開戰。

## 交通
沿着欧洲E69公路穿过北角隧道可以到达北角，北角隧道是一个连接馬格爾島和大陆的海底隧道。歐洲自行車路網的EV1、EV7和EV11线路分别通往葡萄牙萨格里什、马耳他和希腊雅典。
每年有几艘邮轮造访北角。洪宁斯沃格是挪威客轮海岸沿线的一个主要停靠点。
从洪宁斯沃格有定期的公共汽车前往北角（距离33公里）。旅行大巴也会把停靠在洪宁斯沃格港口邮轮上的游客接送至北角。
最近的机场为洪宁斯沃格瓦兰机场（機場代碼HVG）。

### 冬季交通
冬天的时候也有可能前往北角，但是在暴风雪来临的时候，该公路的最后一段仅在特定时段对有护送的车队开放。通往北角的公路在冬天一直开通，并让有能力在暴风雪恶劣条件下驾驭的普通车辆和司机开放。之前，E69公路是欧洲唯一一条在冬季关闭的欧洲道路。

## 圖片

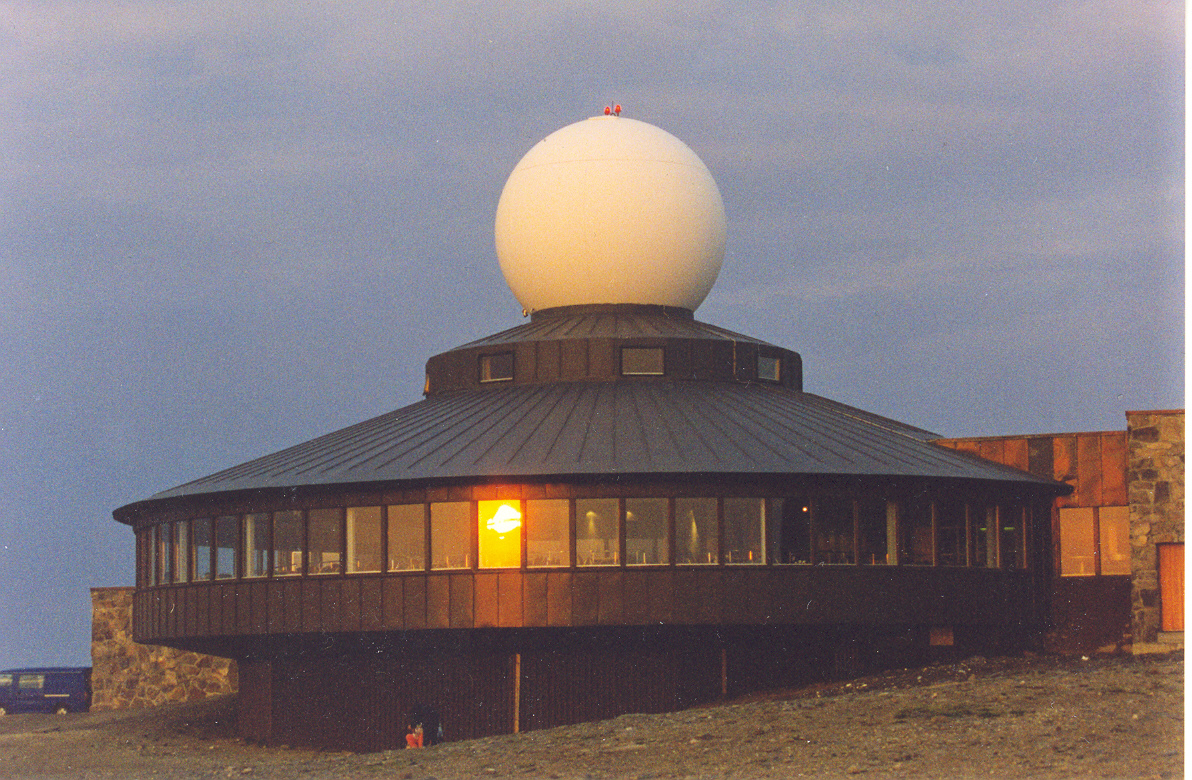
访客中心大厅
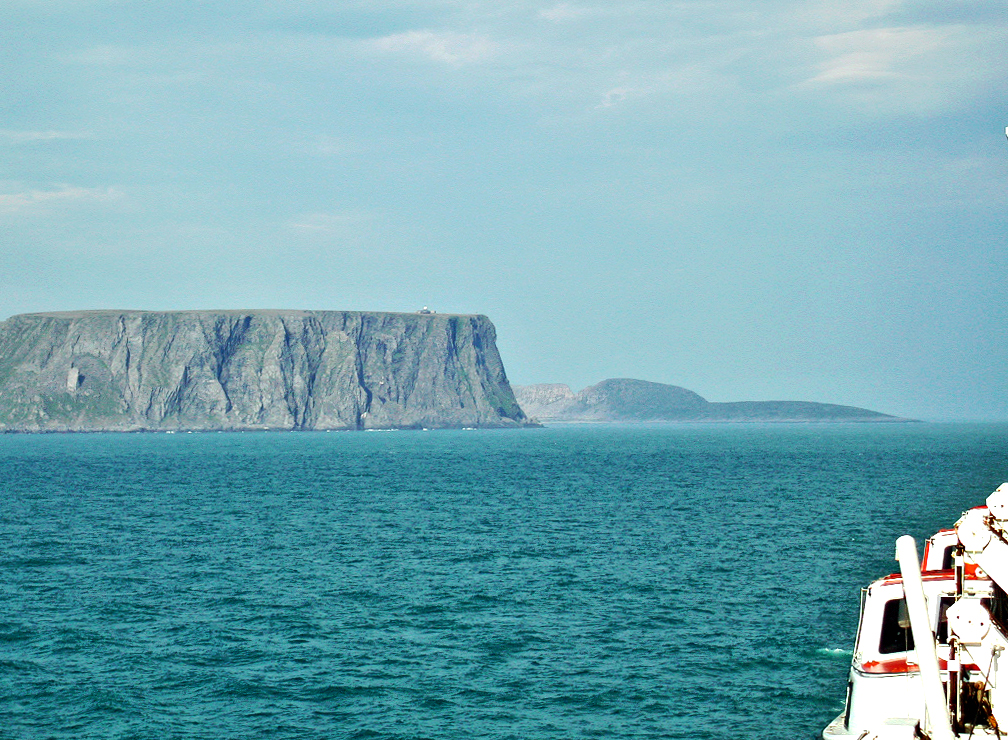
前面的是北角，後面的是克尼夫谢洛登角
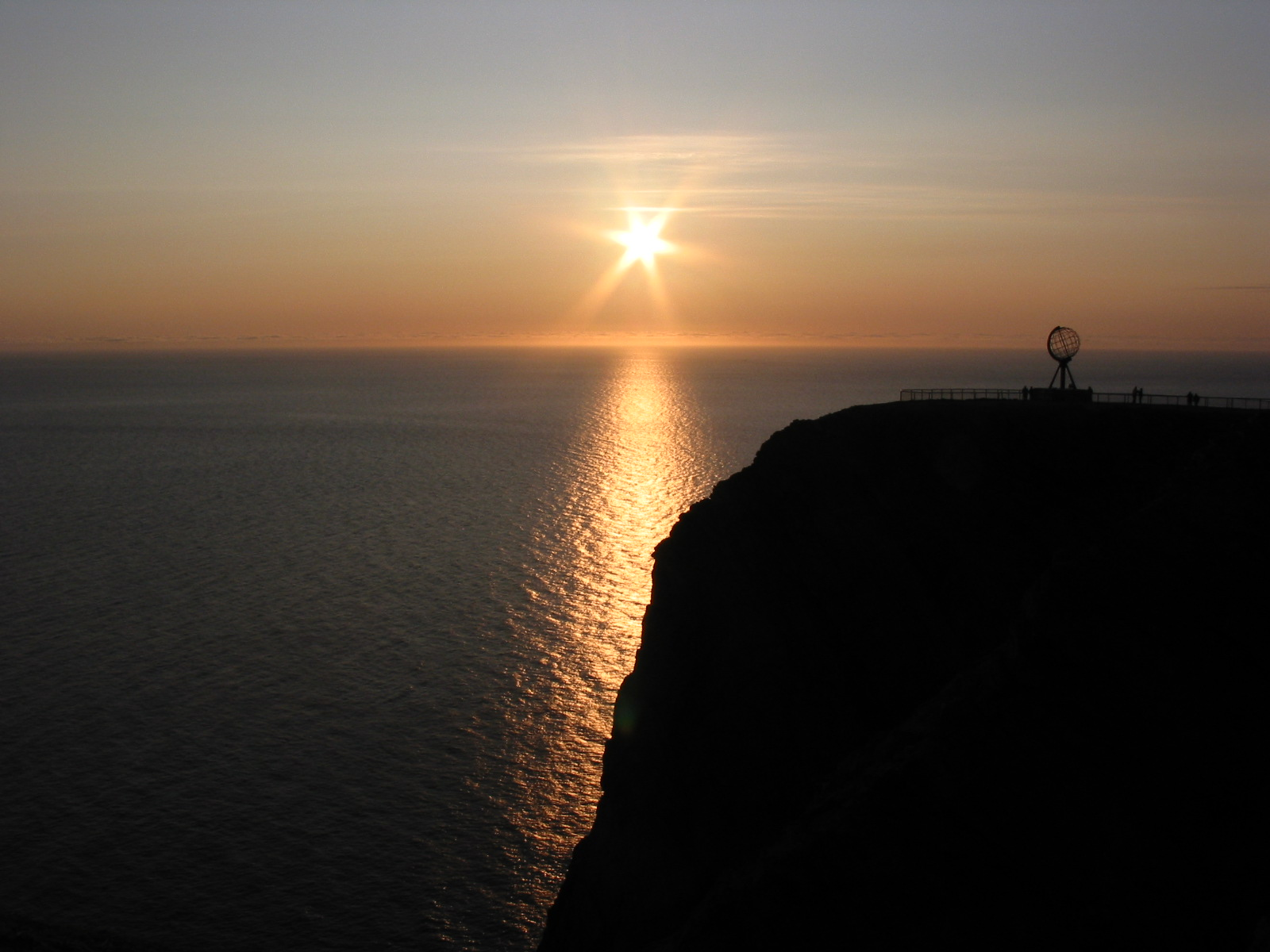
北角的午夜太陽
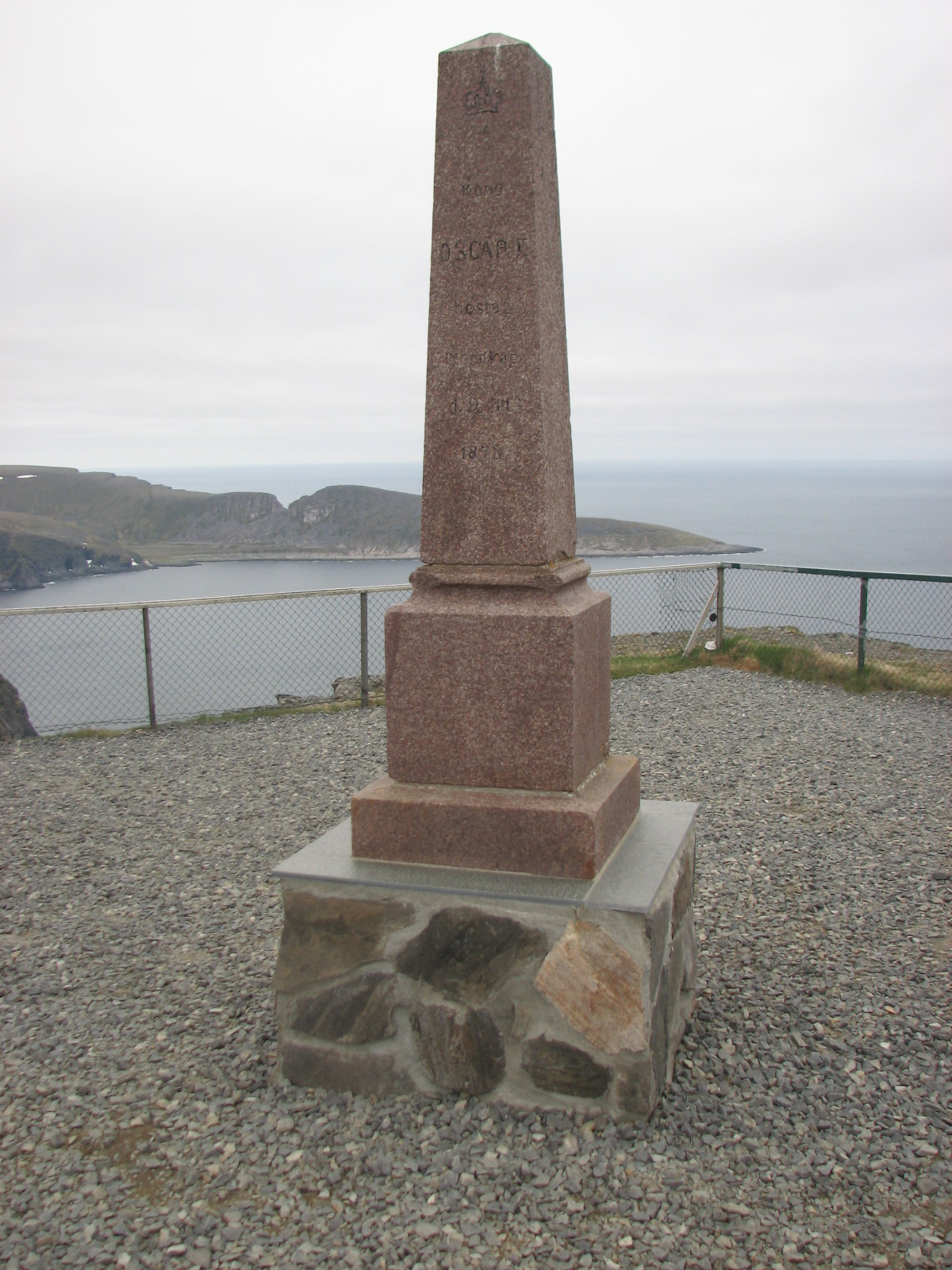
奧斯卡二世方尖碑

## 外部連結
- 北角旅游信息网站 （英文） （德文）
- 另一个旅游信息网站（页面存档备份，存于） （英文）
- 照片（页面存档备份，存于）

71°10′21″N 25°47′40″E / 71.17250°N 25.79444°E